# کارلو د میو
کارلو د مِـیو (ایتالیایی: Carlo De Mejo؛ ‏ ۱۷ ژانویهٔ ۱۹۴۵ – ۱۸ دسامبر ۲۰۱۵) بازیگر اهل ایتالیا بود.
از فیلم‌هایی که وی در آن نقش داشته‌است، می‌توان به قتل‌عام در زندان زنان، بازی‌های عاشقانه سیندی، قضیه و آن دوران که به زن‌ها باکره می‌گفتند اشاره کرد.